# M☆A☆G☆I☆C
「M☆A☆G☆I☆C」（マジック）は、久保田利伸とKREVAのコラボレーションユニット、久保田利伸 meets KREVAのシングル。2007年8月8日にMASTERSIX FOUNDATIONから発売された。久保田のシングルとしては、32枚目にあたる。

## 概要
前作「君のそばに」から1年9ヶ月ぶりのシングル。当初の発売予定は2007年5月23日だったが、8月8日に変更された。2人のコラボツアー「JFN Human Conscious' Choice 〜Unity」にて「M☆A☆G☆I☆C」が披露された。

## 収録曲
1. M☆A☆G☆I☆C
  - 作詞・作曲：TOSHINOBU KUBOTA, KREVA & LEO GRAHAM
2. Cymbals '07 -JAM MASTERSIX-
  - 作詞：TOSHINOBU KUBOTA　作曲：YOICHIRO KAKIZAKI
3. M☆A☆G☆I☆C (instrumental)

## タイアップ
- 「M☆A☆G☆I☆C」:日本テレビ系「ぐるぐるナインティナイン」エンディングテーマ曲。

## カヴァー
- KREVA「CONCERT TOUR '09　意味深2」[LIVE]DVD（2009年）にて、『Magic Remix (KREVA×三浦大知) 勝手にリミックスシリーズ Vol.2』からの流れで、久保田パートを三浦大知がカヴァー。（この『Magic Remix (KREVA×三浦大知)…』は三浦大知の曲『Magic』のリミックスで、『M☆A☆G☆I☆C』とは無関係）